# 코크네세시

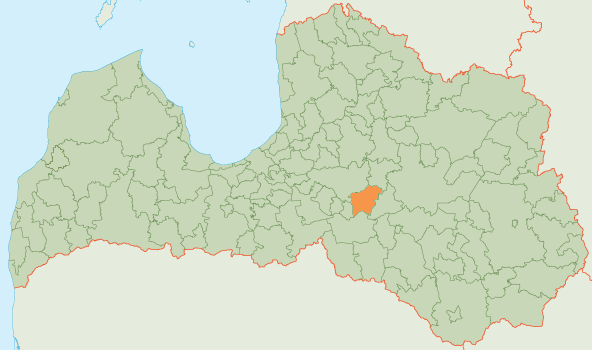
코크네세 시의 위치

코크네세시(라트비아어: Kokneses novads)는 라트비아의 지방 자치체로 행정 중심지는 코크네세이며 면적은 360.8km2, 인구는 6,091명(2009년 기준), 인구 밀도는 17명/km2이다. 3개 교구를 관할한다.